# Новоантоновка (Саратовская область)
Новоантоновка — село в Советском районе Саратовской области России.
Основано в 1860 году как немецкая колония Ней-Урбах.
Население — 309 чел. (2010).

## История
Основано в 1860 году как немецкая колония Ней-Урбах. Название по колонии выхода. До октября 1918 года — в составе Нижне-Караманской волости Новоузенского уезда Самарской губернии.
По сведениям Самарского Губернского Статистического Комитета за 1910 год в селе Ней-Урбах считалось 145 дворов с числом жителей 442 мужского пола, 459 — женского, всего 901 душа обоего пола поселян-собственников, немцев лютеран. Количество надельной земли удобной показано 2231 десятина, неудобной — 840 десятин. Село имело молитвенный дом, 2 школы, 3 ветряных мельницы
После образования трудовой коммуны (автономной области) немцев Поволжья и до ликвидации АССР немцев Поволжья в 1941 году, посёлок — административный центр Ней-Урбахского сельского совета Мариентальского кантона.
В связи с голодом, прокатившемся по Поволжью в 1921-22 гг., произошло резкое сокращение численности населения в крае. В 1921 году в посёлке родилось 27 человек, умерли — 81. В 1926 году в посёлке имелись кооперативная лавка, начальная школа, сельсовет.
28 августа 1941 года был издан Указ Президиума ВС СССР о переселении немцев, проживающих в районах Поволжья. Немецкое население депортировано, село, как и другие населённые пункты Мариентальского кантона было включено в состав Саратовской области, переименовано в село Новоантоновка

## Физико-географическая характеристика
Село находится в Низком Заволжье, в пределах Сыртовой равнины, относящейся к Восточно-Европейской равнине, на берегу реки Ветёлка (правый приток реки Нахой). Рельеф полого-увалистый. На реке Ветёлка имеются пруды. Высота центра населённого пункта — 71 метр над уровнем моря. В окрестностях населённого пункта распространены тёмно-каштановые почвы солонцеватые и солончаковые. Почвообразующие породы — глины и суглинки.
По автомобильным дорогам расстояние до административного центра городского поселения посёлка городского типа Пушкино — 4,7 км, до районного центра посёлка городского типа Степное составляет 30 км, до города Энгельс — 73 км, до областного центра города Саратова — 85 км. Ближайшая железнодорожная станция Урбах Саратовского региона Приволжской железной дороги расположена в посёлке городского типа Пушкино.

## Население
| 1860 | 1889 | 1897 | 1905 | 1910 | 1920 |
| ---- | ---- | ---- | ---- | ---- | ---- |
| 219  | ↗458 | ↗560 | ↗782 | ↗901 | ↘782 |
| 1922 | 1926 | 2002 | 2010 |      |      |
| ↘609 | ↘533 | ↘300 | ↗309 |      |      |